# Barrage d'Imboulou
Le barrage d'Imboulou est un barrage hydroélectrique situé sur le cours inférieur de la Léfini, à 14 km de son confluent avec le Congo, en république du Congo. Il a été inauguré par le président de la république Denis Sassou-Nguesso le 7 mai 2011.  

## Géographie
Il se trouve à proximité du village d'Imboulou, à la limite entre le département des Plateaux et celui du Pool, en république du Congo, à environ 220 kilomètres au nord-est de Brazzaville. 

## Caractéristiques
Le barrage compte quatre turbines, pour une puissance totale de 120 MW ; sa capacité de production annuelle est estimée à 876 GWh. Il a été construit par une entreprise chinoise dans le cadre de la coopération sino-congolaise, pour un coût d'environ 340 millions de dollars, soit 170 milliards de francs CFA.

## Conséquences environnementales et sanitaires
Les travaux de construction du barrage ont provoqué une importante déforestation de la zone, ce qui a conduit à la migration des mouches tsé-tsé qui y vivaient vers les forêts avoisinantes. Le barrage se trouve à quelques kilomètres en amont des villages de Mboka Léfini et Mpala Léfini, dont les habitants ont connu une recrudescence de la maladie du sommeil, causée par ces mouches.